# Ed Tjaberings
Frederik J. (Ed) Tjaberings (1945) is een Nederlands politicus van de PvdA.
Hij is afgestudeerd in de rechten en was secretaris voor de wijkraad Krommenie in de gemeente Zaanstad voor hij in juli 1980 burgemeester werd van Nieuwe Pekela. Hij trad daarmee in de voetsporen van zijn vader Freerk Tjaberings en grootvader Frederik Tjaberings die beiden ook burgemeester zijn geweest. In oktober 1987 volgde zijn benoeming tot burgemeester van Meppel. Bij de gemeentelijke herindeling in Drenthe op 1 januari 1998 daalde het aantal gemeenten in die provincie van 34 naar 12 en daarbij werd Tjaberings in Meppel opgevolgd door zijn partijgenoot Cees Bijl. In maart van dat jaar werd hij benoemd tot waarnemend burgemeester van de Overijsselse gemeente Borne wat hij tot 2000 zou blijven. Vanaf de zomer van 2002 was Tjaberings waarnemend burgemeester van de Gelderse gemeente Eibergen tot die gemeente op 1 januari 2005 opging in de nieuwe gemeente Berkelland.